# (500)日のサマー
『500日のサマー』（（500）日のサマー、ごひゃくにちのサマー、(500) Days of Summer）は、2009年のアメリカ映画。

## 概要
ミュージックビデオを多く手掛けてきたマーク・ウェブの長編デビュー作である。本作は、脚本のスコット・ノイスタッターのロンドン・スクール・オブ・エコノミクスでの実際のロマンスに基づいて作られている。2009年のサンダンス映画祭で上映された。
作中ではイングマール・ベルイマンの『第七の封印』のパロディシーンなどが見られる。

## ストーリー
LAで、グリーティングカード会社で働いているトムは、地味で冴えない毎日を送る青年。ロマンティックな出会いを期待するも、大学で建築を学んでいた彼にはグリーティングカード会社での仕事はつまらなくて、職場にはおばさんばかり。
そんな彼はある日、秘書として職場にやってきたサマーに一目惚れしてしまう。出会いから4日目、トムが偶然サマーと同じエレベーターに乗り合わせたとき、ふいにサマーは「わたしもザ・スミスが好き」と声をかける。そしてそこから二人の交流が始まる。ストーリーはトムの空想と、サマーとの実際の関係を絡めてどんどん進んでいく。
会社のパーティーの帰りがけに、トムはサマーに好意を寄せていることを告白するのだが、サマーは「友達になりましょう」と言うだけであった。34日目、イケアで新婚夫婦ごっこをしたり、ランチピクニックをしたりと徐々に親密になっていく二人だが、期待するトムに対してサマーに「真剣に付き合う気はないの」と言われてしまう。そしてトムは、不本意ながらも「気軽な関係でいいよ」と妥協してしまう。
そして109日目、サマーの部屋に招き入れられたトムは、サマーとの関係が一気に進展したと感じるのだが……。

## キャスト
※括弧内は日本語吹替
- トム・ハンセン - ジョセフ・ゴードン＝レヴィット（猪野学）
- サマー・フィン - ズーイー・デシャネル（宮島依里）
- ヴァンス - クラーク・グレッグ（仲野裕）
- オータム - ミンカ・ケリー（園崎未恵）
- マッケンジー - ジェフリー・エアンド（田村健亮）
- ポール - マシュー・グレイ・ギュブラー（坂詰貴之）
- レイチェル・ハンセン - クロエ・グレース・モレッツ（うえだ星子）
- アリソン - レイチェル・ボストン
- ミリー - パトリシア・ベルチャー
- イアン・リード・ケスラー
- オリヴィア・ハワード・バッグ
- イヴェット・ニコール・ブラウン
- ナレーション - リチャード・マクゴナガル（村井国夫）
  - その他の日本語吹き替え：尾崎麗奈、片貝薫、米丸歩、鈴森勘司、井田国男

日本語版
- 字幕翻訳：古田由紀子

## サウンドトラック
2009年7月14日にサウンドトラックが発売された。アメリカ合衆国のBillboard 200では最高で42位だった。
1. "A Story of Boy Meets Girl" – マイケル・ダナとロブ・シモンセン
2. "Us" – レジーナ・スペクター
3. "There Is a Light That Never Goes Out" – ザ・スミス
4. "Bad Kids" – ブラック・リップス
5. "Please, Please, Please Let Me Get What I Want" – ザ・スミス
6. "There Goes the Fear" – ダヴズ
7. "You Make My Dreams" – ダリル・ホール&ジョン・オーツ
8. "Sweet Disposition" – ザ・テンパー・トラップ
9. "Quelqu'un m'a dit" – カーラ・ブルーニ
10. "Mushaboom" – ファイスト
11. "Hero" – レジーナ・スペクター
12. "Bookends" – サイモン&ガーファンクル
13. "Vagabond" – ウルフマザー
14. "She's Got You High" – マムラ
15. "Here Comes Your Man" – ミーガン・スミス
16. "Please, Please, Please Let Me Get What I Want" – シー&ヒム

追加トラック
1. "Here Comes Your Man" – ジョゼフ・ゴードン＝レヴィット
2. "シュガー・タウンは恋の町 (Sugar Town)" – ズーイー・デシャネル
3. "At Last" – ケヴィン・マイケル
4. "The Infinite Pet" – スプーン

## 評価
ロッテントマトで87%の支持を集めた。
| 受賞・ノミネート                     | 受賞・ノミネート                         | 受賞・ノミネート                               | 受賞・ノミネート |
| 賞                                   | 部門                                     | 対象                                           | 結果             |
| ------------------------------------ | ---------------------------------------- | ---------------------------------------------- | ---------------- |
| デトロイト映画批評家協会賞           | 作品賞                                   | 作品賞                                         | ノミネート       |
| デトロイト映画批評家協会賞           | 監督賞                                   | マーク・ウェブ                                 | ノミネート       |
| デトロイト映画批評家協会賞           | 主演男優賞                               | ジョセフ・ゴードン＝レヴィット                 | ノミネート       |
| ゴールデングローブ賞                 | 作品賞（ミュージカル・コメディ部門）     | 作品賞（ミュージカル・コメディ部門）           | ノミネート       |
| ゴールデングローブ賞                 | 主演男優賞（ミュージカル・コメディ部門） | ジョセフ・ゴードン＝レヴィット                 | ノミネート       |
| ハリウッド映画祭                     | ブレイクスルー脚本賞                     | スコット・ノイスタッター マイケル・H・ウェバー | 受賞             |
| インディペンデント・スピリット賞     | 作品賞                                   | 作品賞                                         | ノミネート       |
| インディペンデント・スピリット賞     | 脚本賞                                   | スコット・ノイスタッター マイケル・H・ウェバー | 受賞             |
| インディペンデント・スピリット賞     | 主演男優賞                               | ジョセフ・ゴードン＝レヴィット                 | ノミネート       |
| ラスベガス映画批評家協会賞           | 脚本賞                                   | スコット・ノイスタッター マイケル・H・ウェバー | 受賞             |
| ナショナル・ボード・オブ・レビュー賞 | トップ10                                 | トップ10                                       | トップ10         |
| ナショナル・ボード・オブ・レビュー賞 | 新人監督賞                               | マーク・ウェブ                                 | 受賞             |
| ピープルズ・チョイス・アワード       | 最優秀インディペンデント映画賞           | 最優秀インディペンデント映画賞                 | ノミネート       |
| サンディエゴ映画批評家協会賞         | 編集賞                                   | アラン・エドワード・ベル                       | 受賞             |
| 全米脚本家組合賞                     | オリジナル脚本賞                         | スコット・ノイスタッター マイケル・H・ウェバー | ノミネート       |
| サテライト賞                         | トップ10                                 | トップ10                                       | トップ10         |
| サテライト賞                         | 脚本賞                                   | スコット・ノイスタッター マイケル・H・ウェバー | 受賞             |
| サテライト賞                         | 主演女優賞（ミュージカル・コメディ部門） | ズーイー・デシャネル                           | ノミネート       |
| サウスイースタン映画批評家協会賞     | トップ10                                 | トップ10                                       | トップ10         |
| サウスイースタン映画批評家協会賞     | 脚本賞                                   | スコット・ノイスタッター マイケル・H・ウェバー | 受賞             |